# Anna Blackburne
Anna Blackburne ( * 1726 , Orford Hall, Orford, Warrington - 1793 , Warrington) fue una naturalista inglesa.
Era hija de Jane Ashton y de John Blackburne. Su padre fue un saludable mercader de sal de Cheshire, quien estudió historia natural y tuvo famosos invernaderos admirados por Thomas Pennant. Inspirado en su padre, se empecinó en estudiar historia natural de un modo sistemático. Para mejorar su comprensión del sistema de Carlos Linneo, aprendió latín. Tuvo correspondencia con Linneo y con Johann Reinhold Forster, quien le aconsejó publicar sus observaciones entomológicas y presentarlas en el Museo Oxford Hall.[cita requerida]
Enriqueció las colecciones con adiciones de insectos, en particular gracias a los especímenes enviados por Peter Simon Pallas. Su hermano Ashton, quien se había ido a los Estados Unidos, le envió muchos especímenes, en particular aves, que serían descritas por Pennant. Y le envió a Linneo especímenes de pájaros e insectos que no estaban descritos en su Systema Naturae.[cita requerida]

## Honores
Johan Christian Fabricius, el pupilo de Linneo, le dedicó la abeja Geotrupes blackburnii en 1781.
Dendroica fusca, descrita por Philipp Ludwig Statius Müller, también fue nombrada en su honor.